# Маргьорит Сеше
Маргьорит Сеше (на френски: Marguerite Sechehaye) е швейцарски психоаналитик.

## Живот
Родена е като Маргьорит Бурде на 27 септември 1887 г. Учи в женско училище и завършва педагогика и литература. Докато учи започва да посещава лекции на Фердинанд дьо Сосюр. След това учи психология и професионална ориентация в института Жан-Жак Русо, чийто директор е Едуард Клапаред. Впоследствие става асистент на Клапаред.
В периода 1927 – 1928 г. се подлага на обучителна анализа при Реймон дьо Сосюр. В апартамента на Сосюр започват да се срещат Маргьорит и съпруга ѝ Албер, Шарл Одиер, Анри Флурноа, Густав Ришар и Жорж Дубал. Освен този кръг аналитици в Швейцария има още един около Шарл Бодуен и Сабина Шпиелрейн, която анализира Жан Пиаже.
Маргьорит Сеше разработва собствен метод за лекуване шизофрения наречен „символична реализация“. Когато Фройд разбира за него ѝ изпраща окуражаващо писмо. Освен с него тя поддържа контакти и с други аналитици като Мари Бонапарт, Рене Шпиц, Ана Фройд и Доналд Уиникът.
Умира на 1 юни 1964 година в Женева на 76-годишна възраст.